# チーチ・マリン
チーチ・マリン（Cheech Marin, 1946年7月13日 - ）は、アメリカ合衆国の映画俳優、コメディアン。

## 来歴
ロサンゼルスの犯罪多発地帯サウスロサンゼルス（South Los Angeles、サウスセントラルとも）に警察官の子として生まれた。メキシコ系。カリフォルニア州立大学ノースリッジ校で学ぶ。ベトナム戦争時に徴兵を逃れてカナダのバンクーバーに移り、そこで未来の相棒となるトミー・チョンに出会う。1970年 - 1980年代にかけて、トミー・チョンとのコンビ「チーチ&チョン」は、大麻を題材にした映画や音楽で人気を博した。
ロバート・ロドリゲスの監督・製作映画の常連でもある。
また1996年から放映された刑事ドラマ『刑事ナッシュ・ブリッジス』の出演で日本でも知られている。

## その他
映画『チーチ&チョン スモーキング作戦』公開40周年を祝してのインタビューで、「ビデオゲームの黎明期に、何本かゲームの仕事を断ったんだ。キャラクターを演じて欲しいっていう依頼ね。それがマリオブラザーズ（映画『スーパーマリオ 魔界帝国の女神』）のマリオだったんだ」と語った。

## 私生活
2009年2月、ロシア人ピアニストのナターシャ・ルービンと婚約し、8月に結婚した。

## 主な出演作品
- チーチ&チョン スモーキング作戦 Up in Smoke (1978)
- アフター・アワーズ  After Hours（1985）
- ゴーストバスターズ2 Ghostbusters II (1989)
- ライオン・キング The Lion King (1994) - 声の出演
- デスペラード Desperado (1995)
- フロム・ダスク・ティル・ドーン From Dusk Till Dawn (1996)
- ティン・カップ Tin Cup (1996)
- ポーリー Paulie (1998) - イグナシオ
- ヴァージン・ハンド Picking Up the Pieces (2000)
- スパイキッズ Spy Kids (2001)
- スパイキッズ2 失われた夢の島 Spy Kids 2: Island of Lost Dreams (2002)
- ピノッキオ Pinocchio (2002) - 英語吹替
- ボブ・ディランの頭のなか Masked and Anonymous (2003)
- スパイキッズ3-D:ゲームオーバー Spy Kids 3-D: Game Over (2003)
- レジェンド・オブ・メキシコ/デスペラード Once Upon a Time in Mexico (2003)
- ライオン・キング3 ハクナ・マタタ The Lion King 1½ (2004) - 声の出演
- カーズ Cars (2006) - 声の出演
- グラインドハウス Grindhouse (2007) - 偽予告編「マチェーテ」 "Machete"
- ビバリーヒルズ・チワワ Beverly Hills Chihuahua (2008) - 声の出演
- ウィッチマウンテン/地図から消された山 Race to Witch Mountain (2009)
- マチェーテ Machete (2010)
- カーズ2 Cars 2 (2011) - 声の出演
- カーズ/クロスロード Cars 3 (2017) - 声の出演
- グランパ・ウォーズ おじいちゃんと僕の宣戦布告 The War with Grandpa (2020)

### テレビ
- 刑事ナッシュ・ブリッジス Nash Bridges (1996-2001) テレビシリーズ
- LOST Lost (2007-2010) デイビット役
- カーズ・オン・ザ・ロード Cars on the Road (2022) ラモーン役
- LEGO ピクサー:ブリックトゥーンズ LEGO PIXAR:BRICK TOONS (2024) ラモーン役

## 参照
1. ↑  Cheech Marin Biography (1946-) - Film Reference
2. ↑  Whatever Works / CHEECH MARIN; A Comic Axed by His Own Club[リンク切れ]
3. ↑  “Cheech Marin high on art”. CNN.com (2005年8月9日). 2023年6月7日閲覧。
4. ↑  [リンク切れ]
5. 1 2  “「昔、マリオ役断った」相方の告白にあ然”. Narinari.com. (2018年4月16日) 2023年6月7日閲覧。